# 3785 Kitami
3785 Kitami è un asteroide della fascia principale. Scoperto nel 1986, presenta un'orbita caratterizzata da un semiasse maggiore pari a 3,2361051 UA e da un'eccentricità di 0,1750582, inclinata di 1,91535° rispetto all'eclittica.
L'asteroide è dedicato alla città giapponese di Kitami.